# ماري أبوت (لاعبة غولف)
ماري بيركنز آيفز أبوت (بالإنجليزية: Mary Perkins Ives Abbott)‏ ‏ (1904-1857) هي لاعبة غولف أمريكية لعبت في الألعاب الأولمبية الصيفية 1900، وأثناء دورها في هذه الألعاب حصدت نتيجة التعادل، ونافست ماري في الألعاب أثناء مُرافقتها لابنتها صاحب الميدالية الذهبية مارغريت أبوت. كانت ماري روائية أيضاً.
وُلدت ماري أبوت في 17 أكتوبر 1857 في مدينة سالم في ماساتشوستس، وَتُوفيت في 9 فبراير 1904 في مدينة ميامي في فلوريدا.

## روابط خارجية
- ماري أبوت على موقع أوليمبيديا (الإنجليزية)

- إيفانز, هيلاري; جيرد, أريلد; هيجمانز, جيرون; مالون, بل. "ماري أبوت". على موقع Sports-Reference.com (بالإنجليزية). سبورتس رفرنس.{{استشهاد ويب}}:  صيانة الاستشهاد: url-status (link)